# 금융 점성술
금융 점성술(金融 占星術, financial astrology) 또는 사업 점성술(事業 占星術, business astrology) 또는 경제 점성술(經濟 占星術, economic astrology) 또는 점성 경제학(占星 經濟學 astro-economics)은 천체의 이동과 금융 시장에서의 사건을 연관짓는 관행이다. 금융 시장에서의 점성술의 사용은 표준 경제학이나 금융론과 일관성이 없지만, 이설 경제학으로 여겨질 수도 있다.

## 응용
금융 점성술은 때때로 다음과 같은 방법으로 사용된다.:
1. 특히 외행성의 주기와 같은 특정 주기와 관련 있는 주요 경제동향에 대한 예언.
2. 투자자에게 주요한 행성 배치가 이루어지는 특정 기간 동안에 최선의 산업을 선택할 수 있도록 도움주기.
3. 특정 시간 주기 동안에 매입할 수 있는 최선의 주식들을 선택하기.
4. 주식을 사고 팔기 위한 최적의 날짜와 시간을 선정하기.
5. 점성학적 각과 당일매매를 위한 주식 시장의 변동을 연관짓기.

## 유명한 금융 점성가
- 이밴절린 애덤스: 1929년에, 그녀는 주식 시장이 계속해서 가격이 상승할 것을 예언했다. 9월 2일 노동절에, 그녀는 라디오 방송국 WJZ에서 한 기자에게 "다우 존스 지수가 높이 치솟을 것"이라고 말했다. 다음날에, 다우 존스 지수는 높은 값을 기록했고, 1954년까지 그 기록은 경신되지 못하였다.[1][2]

- [Liq.메이베리] :전자화폐 갤러리의 유명한 고닉. 2021년 9월 27일부터 "21년 말, 22년 초에 비트코인 80K 간다"를 외쳤고, 현재도 외치는 중이다. 그리고 현재 크로미아에 물려있다

## 같이 보기
- 캘린더 효과

## 추가 문헌
- "Youtube on Financial Astrology"→유튜브: 금융 점성술
- "Market Gazing"→시장 응시
- "Forbes Article"→포브스지의 한 기고